# Варея
Варея (словен. Vareja) — поселення в общині Видем, Подравський регіон‎, Словенія.